# Římskokatolická farnost Libkova Voda
Římskokatolická farnost Libkova Voda je územním společenstvím římských katolíků v rámci pelhřimovského vikariátu českobudějovické diecéze.

## O farnosti

### Historie
Plebánie v Libkově Vodě je doložena v roce 1355. Existovala až do třicetileté války. Po roce 1620 byla Libkova Voda přifařena k Horní Cerekvi a později k Božejovu. V roce 1884 došlo k obnovení samostatné farnosti. Od téhož roku začaly být vedeny farní matriky. Po polovině 20. století přestal být do farnosti ustanovován sídelní duchovní správce.

### Současnost
Farnost je spravována ex currendo z Božejova.
| Kostel                   | Místo    | Bohoslužba             | Bohoslužba             | Poznámka     |
| ------------------------ | -------- | ---------------------- | ---------------------- | ------------ |
| Kostel sv. Petra a Pavla | Košetice | neděle                 | 10.30                  | farní kostel |
| Kaple                    | Mezná    | neslouží se pravidelně | neslouží se pravidelně | obecní kaple |